# Amauni
Amauni (em grego clássico: Αμαυνι), Amunete ou Amonete (em egípcio: jmnt) foi uma deusa primordial na antiga religião egípcia. Tebas foi o centro de sua adoração durante o Reino Ptolomaico. É atestada nos primeiros textos religiosos egípcios conhecidos e, como era costume, foi emparelhada com uma contraparte que tem o mesmo nome, mas no masculino, Amom. Pensava-se que existiam antes do início da criação, juntamente com outros três casais que representavam conceitos primitivos.

## Descrição e história

### Contrapartes primitivas
O nome dela, jmnt, é um substantivo feminino que significa "O Oculto". Ela é membro da Ogdóade de Hermópolis, que representava aspectos da existência primitiva antes da criação: Amauni foi emparelhada com Amom - cujo nome também significa "O Oculto", com terminação masculina (jmn) - dentro deste grupo divino, desde a documentação mais antiga conhecida. Esse emparelhamento de divindades é característico dos conceitos religiosos dos antigos egípcios. Nos primeiros conceitos conhecidos como Ogdóade, o grupo de divindades primitivas ao qual pertenciam como "Noite" (ou como o determinante D41 que significa "hesitar, parar, negar", sugerindo o princípio da inatividade ou repouso), foi composto de quatro casais equilibrados de divindades ou conceitos primitivos deificados. Existe especulação de que Amauni pode ter sido concebida por teólogos posteriores como um complemento de Amom, em vez de ser originalmente uma divindade independente, no entanto, os Textos das Pirâmides, os primeiros textos religiosos conhecidos do Antigo Egito, mencionam "a sombra benéfica de Amom e Amauni":
Ó Amom e Amauni! Vós, par de deuses, que se juntastes aos deuses com vossa sombra.
— PT 446c

### Culto
Pelo menos pela XII dinastia (c. 1991–1803 a.C.), Amauni frequentemente foi substituído por Mute como parceira de Amom, à medida que cultos evoluíram ou outros semelhantes em outras regiões foram fundidos após a reunificação do Egito por Mentuotepe II - mas Amauni permaneceu localmente importante em Tebas, onde Amom era adorado. Naquela capital do país unificado, era vista como protetora do rei, desempenhando papel proeminente nos rituais associados à coroação real (khaj-nisut) e nos festivais Sede (heb-sed) celebrando seus jubileus, e sacerdotes foram dedicados ao serviço de Amauni em Carnaque, o centro de culto de Amom. No Salão do Festival de Tutemés III (c. 1479–1425 a.C.), Amauni é mostrado com o deus da fertilidade Mim enquanto lidera uma fileira de divindades para visitar o rei na celebração do aniversário. Apesar da posição estável de Amauni como deusa local da cidade mais importante do Egito, o seu culto começou a ter muito poucos seguidores fora da região de Tebas, que se tornou um centro religioso dominante para o país unificado.
Amauni foi retratada como uma mulher usando a Dexerete (a coroa vermelha do Baixo Egito) e carregando um bastão de papiro - como em sua estátua colossal colocada durante o reinado de Tutancamom (c. 1332–1323 a.C.) no Salão de Registros de Tutemés III em Carnaque. A razão para esta iconografia é incerta. Embora tenha permanecido uma divindade distinta até o Reino Ptolomaico (323–30 a.C.), em alguns textos posteriores de Carnaque Amauni foi sincretizada com Neite e foi esculpida pelo faraó amamentado Filipe III (r. 323–317 a.C.), que aparece como um criança divina imediatamente após sua própria entronização, numa parede externa do Salão do Festival da XVIII dinastia de Tutemés III em Carnaque.